# Арутюнян, Владимир Владимирович
Влади́мир Влади́мирович Арутюня́н (груз. ვლადიმირ ვლადიმერის ძე არუთიუნიანი, арм. Վլադիմիր Վլադիմիրի Հարությունյան, р. 12 марта 1978, Тбилиси, Грузинская ССР, СССР) — гражданин Грузии, известный тем, что 10 мая 2005 года на площади Свободы в Тбилиси бросил гранату в сторону трибуны, на которой находились Джордж Буш — младший и Михаил Саакашвили. Граната, несмотря на то, что была поставлена на боевой взвод, не взорвалась, поскольку в целях маскировки была плотно завернута в носовой платок красного цвета, задержавший спуск.

## Биография
Владимир Арутюнян родился 12 марта 1978 в очень бедной семье, рос без отца, имел девять классов образования, после школы не имел определённых занятий. В Тбилиси семья Арутюнянов переехала в 1983 году.
После получения среднего образования у него не было постоянного занятия. В январе 2004 года он присоединился к партии «Союз демократического возрождения Грузии», возглавляемой Асланом Абашидзе, но вскоре покинул ряды организации. Он присоединился к партии «Возрождение» в том же месяце, когда Михаил Саакашвили стал президентом Грузии и привел Аджарию к кризису, отказавшись подчиняться центральным властям[каким?]. Саакашвили и его партия считались проамериканскими, а Абашидзе и его партия — пророссийскими. Кризис закончился в 2004 году без кровопролития.

### Попытка теракта
10 мая 2005 года Арутюнян ждал выступления президента США Джорджа Буша и президента Грузии Михаила Саакашвили на центральной площади Свободы в Тбилиси. Когда Буш начал говорить, Арутюнян бросил ручную гранату РГД-5 советского производства, завернутую в красный клетчатый платок, в сторону трибуны, где стоял Буш, обращаясь к толпе. Граната упала на высоте 18,6 метра (61 фут) от трибуны, рядом с которой сидели Саакашвили, его жена Сандра Э. Рулофс, Лора Буш и другие официальные лица. Граната не взорвалась. Хотя в первоначальных сообщениях указывалось, что граната не была боевой, позже выяснилось, что это так. После того как Арутюнян выдернул чеку и бросил гранату, она попала в девушку, смягчив удар. Красный носовой платок оставался обернутым вокруг гранаты и не давал отпустить ударный рычаг. Грузинский силовик быстро убрал гранату, и Арутюнян исчез. Позже Арутюнян рассказал, что бросил гранату «в сторону головы», чтобы «шрапнель полетела за бронестекло». Буш и Саакашвили узнали об инциденте только после митинга.

### Последствия
18 июля 2005 г. министр внутренних дел Грузии Иване Мерабишвили опубликовал фотографии неопознанного подозреваемого и объявил о вознаграждении в размере 150 000 лари (80 000 долларов США) за информацию, позволяющую установить личность подозреваемого. По запросу правительства Грузии Федеральное бюро расследований США начало расследование инцидента. Для помощи в расследовании были привлечены дополнительные силы из близлежащего региона. На одном из снимков толпы сотрудники ФБР заметили на трибуне мужчину с большой камерой. Он был приглашенным профессором из Бойсе, штат Айдахо. С ним связались агенты ФБР и по фотографиям смогли опознать подозреваемого.

### Арест
20 июля был задержан в ходе спецоперации неподалёку от своего дома в районе Вашлиджвари в Тбилиси. Задержать террориста помогли фотографии польского репортера, который снимал 10 мая на площади как раз в том квадрате, откуда полетела граната. При задержании он оказал вооружённое сопротивление, убив начальника отдела контрразведки МВД Грузии. В подвале его дома были найдены отравляющие вещества и взрывчатка. Врачи признали его вменяемым, отметив, что террорист страдает манией величия. После ареста по телевидению показали, как Арутюнян, лежа на больничной койке, признался, что бросил гранату. Он сказал, что пытался убить обоих президентов, потому что ненавидел новое правительство Грузии за то, что оно является «марионеткой» Соединенных Штатов. Далее он заявил, что не сожалеет о содеянном и сделал бы это снова, если бы у него была такая возможность.
В сентябре 2005 года большое федеральное жюри США также предъявило Арутюняну обвинение и могло потребовать его экстрадиции, если он когда-либо выйдет на свободу.
5 декабря 2005 генпрокуратура Грузии предъявила Арутюняну обвинения по нескольким статьям УК: совершение террористического акта, нападение на политическое лицо Грузии, нападение на лицо, пользующееся международной охраной, незаконное приобретение, хранение и использование огнестрельного оружия и взрывчатки, умышленное убийство при отягчающих обстоятельствах, попытка умышленного убийства.

### Суд и дальнейшие события
Я не считаю себя террористом, я просто человек.
Арутюнян первоначально признал свою вину при аресте, но отказался сотрудничать во время суда. Он не признал себя виновным, а затем отказался отвечать на вопросы в суде. Его адвокат Элизабет Джапаридзе после вынесения обвинительного приговора и приговора заявила, что подаст апелляцию. «Я считаю, что все далеко не доказано». Она сослалась на то, что на гранате не обнаружено отпечатков пальцев Арутюняна. Однако прокурор Анзор Хвадагиани заявил, что граната, завернутая в ткань, объясняет отсутствие различимых отпечатков пальцев, а также то, что ДНК-тесты материала, найденного на ткани, совпадают с ДНК Арутюняна. 
11 января 2006 года Тбилисский городской суд признал террориста виновным по 8 статьям УК Грузии, в том числе в совершении теракта, в нападении на грузинское политическое лицо, в нападении на пользующееся международной охраной лицо, в умышленном убийстве при отягчающих обстоятельствах и приговорил его к высшей мере наказания — пожизненному лишению свободы.
Он не имеет права на условно-досрочное освобождение и может быть освобожден только по президентскому помилованию, но такое помилование в Грузии почти никогда не предоставляется.
В 2010 году стало известно, что Арутюнян принял ислам.